# 资中站
资中站，位于中华人民共和国四川省内江市资中县水南镇，是成渝铁路上的火车站，建于1952年，由成都铁路局管辖。

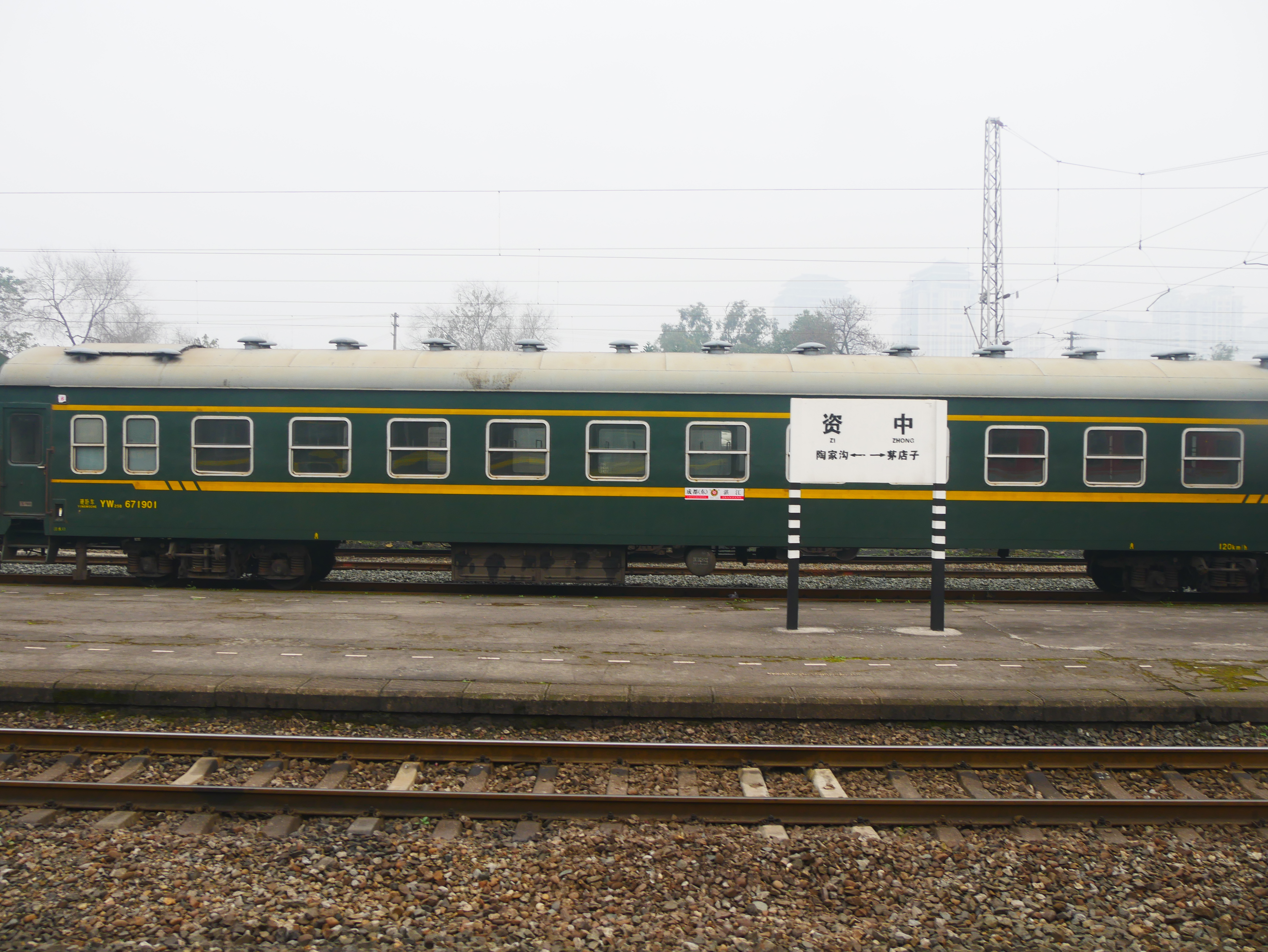
车站站台与站牌

## 車站周邊
- 中国移动资中火车站店
- 北京国科中科国际纳米技术研究院四川研发生产基地
- 中国电信广场花园社区营业厅
- 资中县人民法院
- 资中县人民政府

## 歷史
- 建于1952年。

## 外部連結
- 中国铁路客户服务中心（页面存档备份，存于）